# Magia rúnica

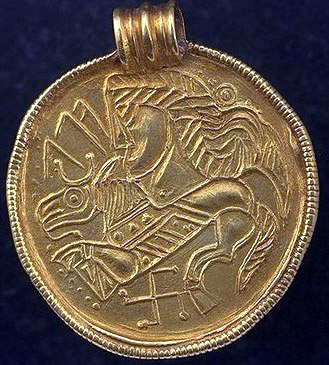
Bracteato G 205 (entre el s. V y el VII), con un Alu inscrito.

Existen algunos registros históricos que muestran que las runas además de un sistema de escritura fueron usadas con fines mágicos.[cita requerida]
Aunque la habilidad de leer los textos rúnicos se generalizó entre la población escandinava al avanzar la Edad Media, durante el periodo de las migraciones (siglos III-VIII) las runas eran conocidas solamente por una minoría, lo que propició que adquirieran cierto halo de secretismo y de que eran de origen divino. La propia palabra runa, procedente del gótico, proviene de la raíz «run-» que significa «secreto», «susurro». Además las runas no tenían nombres abstractos como las letras del alfabeto latino, sino que se designaban por palabras comunes que empezaban por el sonido representado por la runa, lo que favoreció que se cargaran del concepto del nombre del objeto usado y que cada runa se convirtiera en un símbolo de ese concepto y se pudieran emplear como representaciones de los mismos a modo de tarot. También existió la creencia de que las runas tenían el poder de materializar los hechizos, invocaciones o maldiciones escritos sobre determinados objetos. Un erilaz sería un especialista en grabar runas, una persona experta en el conocimiento de las runas, incluidas sus aplicaciones mágicas.
Los primeros registros atribuidos a usos mágicos datan del periodo entre la Edad de Hierro romana hasta la Edad de hierro germánica (s. II-VIII), y consisten en inscripciones no lingüísticas y apariciones de la palabra «alu (ᚨᛚᚢ)». Las fuentes medievales tienen varias menciones a los usos mágicos de las runas, principalmente en el Edda poética. Por ejemplo, en el Sigrdrífumál se menciona cómo se graba en una espada con las palabras «runas victoriosas» o se inscribe la runa tyr dos veces a modo de hechizos. En varias piedras rúnicas aparecen expresiones como «runas de poder» o «runas divinas», y también figuran maldiciones para quien destruya la inscripción o profane un lugar sagrado, como por ejemplo en la piedra rúnica de Stentoften.
En la Edad Moderna también aparecen menciones de estas creencias en los relatos folclóricos y derivaciones en las supersticiones como los Símbolos mágicos de Islandia, el más popular Aegishjalmur. En el siglo XX resurgieron formas de adivinación rúnica ligadas en principio a la aparición del Neopaganismo germánico, y varios ocultistas inventaron formas de adivinación nuevas, e incluso sistemas de runas nuevos, aunque generalmente inspirados en las runas en los alfabetos históricos.

## Registros históricos
Además de las menciones que aparecen en el Sigrdrífumál, en el Edda poética aparece otra cita que parece corroborar el uso mágico de las runas en el Hávamál, donde Odín alude a las runas en un contexto de adivinación, sanación y necromancia:

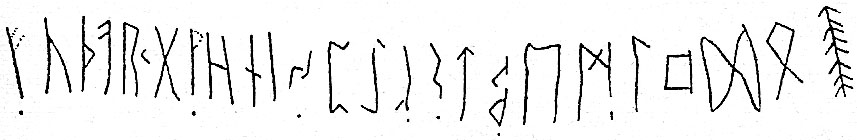
La inscripción de la piedra de Kylver plasma un apilamiento de runas tiwaz al final del alfabeto rúnico interpretado como un hechizo.

Cierto es lo que se vio en las runas / Que dioses tan grandes han hecho / Y el maestro-poeta pintó (79)
De las runas oí palabras, tampoco esperaba consejos / en la sala Hor (111)
La hierba cura la costra / y las runas el corte de la espada (137)
Las runas te harán encontrar / y los signos proféticos (143)
Si en lo alto de un árbol / veo un hombre colgado balanceándose / también escribo y coloreo las runas / ese precio paga / y a mí me habla. (158)
Las runas Ansuz y Tiwaz en particular parece que tenían significado mágico en el periodo del futhark antiguo. La instrucción del Sigrdrífumál «nombra a Tyr dos veces» (la letra que equivale a la t, cuyo nombre de la runa coincide con un dios) parece ser una forma de invocación que se registra como una doble y triple tyr ligada en inscripciones como las de Seeland-II-C o el amuleto de Lindholm en secuencias como «aaaaaaaazzznnn-b- muttt», en las que además se producen múltiples repeticiones de se ansuz, dos tripletes de algiz y naudiz.
Otras inscripciones representan también sonidos sin sentido que se interpretan como encantamientos mágicos, tales como tuwatuwa (en el bracteato de Vadstena), aaduaaaliia (en la inscripción DR BR42) o g͡æg͡og͡æ (bracteato de Undley), g͡ag͡ag͡a  (inscripción Kragehul I).
Asimismo se han encontrado unos pocos aros de la época vikinga con inscripciones aparentemente de naturaleza mágica, como el aro de Kingmoor.
Existen registros históricos que mencionan que los pueblos germánicos usaban diversas formas de adivinación y lectura de los augurios. Tácito en su obra Germania menciona alguna de estas prácticas aunque no cita el uso de las runas.
Otras fuentes sí mencionan la adivinación rúnica, como el capítulo 38 de la saga Ynglinga de Snorri Sturluson, donde Granmar, el rey de Södermanland, viaja al templo de Upsala para el sacrificio estacional blót y dice: «Aquí, las fichas cayeron de forma que dijeron que él no viviría mucho» (Féll honum þá svo spánn sem hann mundi eigi lengi lifa). Otra fuente es Vita Ansgarii, la biografía de Ansgar el arzobispo de Hamburgo-Bremen, que fue escrita por su sucesor Rimberto de Bremen. Rimbert relata la costumbre de echar las suertes practicada en el paganismo nórdico (capítulos 26-30). Las fichas y ramitas, blótspánn y hlautlein, respectivamente, según Foote y Wilson tendrían las runas marcadas (posiblemente con sangre de sacrificios), se agitarían y lanzarían a modo de dados para ser interpretados según las posiciones obtenidas.

## Sistemas de adivinación modernos

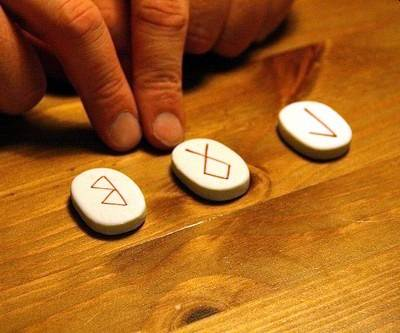
Adivinación por medio de runas grabadas en fichas de loza.

Guido von List fue el responsable del resurgimiento de la adivinación rúnica a partir de 1902 con su sistema de runas armanen creado con fines mágicos en el contexto del misticismo germánico, y seguido por otros ocultistas, como Friedrich Bernhard Marby y Siegfried Adolf Kummer. Tras la Segunda Guerra Mundial Karl Spiesberger reformó este sistema.
Posteriormente Stephen Flowers, Adolf Schleipfer, Larry E. Camp, entre otros, también se basaron y modificaron el sistema de List, publicándose muchos sistemas de adivinación o magia rúnica durante las décadas de los 1980 y 1990.
Es frecuente en los sistemas de adivinación actuales utilizar runas grabadas en fichas de loza, guijarros, vidrios o piedras pulidas. Usando las runas históricas o inventando otras, como la runa en blanco del sistema Ralph Blum. Varios autores, como Freya Aswynn y Diana Paxson, han intentado establecer una correlación directa entre la adivinación rúnica nórdica, las runas brujas, las runas alquimistas y las cartas del tarot y proponen el empleo de todos estos sistemas rúnicos, pero desaprueba el uso de cartas rúnicas, ya que las runas no son una herramienta esotérica que se deba barajar. Se debe mezclar y hacer sonar o susurrar (ruido que emiten las runas al chocar unas con otras).

### Stephen Flowers
Stephen Flowers, tras su conferencia «Las runas y la magia» de 1984, publicó una trilogía bajo el seudónimo de Edred Thorsson, donde describe un método de adivinación rúnica libremente basado en las fuentes históricas y el hermetismo. Estos libros se titulan Futhark: A Handbook of Rune Magic (Futhark: un manual de magia rúnica) (1984), Runelore: A Handbook of Esoteric Runology (Runelore: un manual de runología esotérica) (1987) y At The Well of Wyrd (En el pozo de Wyrd) (1988), que posteriormente se reeditó como Runecaster’s Handbook: The Well of Wyrd (Manual de la rueda rúnica: el pozo de Wyrd). Posteriormente escribiría The Nine Doors of Midgard: A Curriculum of Rune-Work (Las nueve puertas del Midgard: un currículo de trabajo rúnico).

### Stephan Grundy
Stephan Grundy, conocido como Kveldulf Gundarsson (1990), describe su sistema de magia rúnico más próximo a las supuestas prácticas chamánicas de la antigua Escandinavia, en la que las völvas no sólo trataban de leer el futuro, sino que intentaban influir mágicamente en el mundo real.
El método de Gundarsson se basa en grabar las runas en piezas individuales para que así que adquieran la “energía”. Las piezas se pintan de rojo con sangre o pintura imitando las costumbres antiguas, y tras su uso las runas deben ser borradas o destruidas.
Gundarsson mantiene que el sonido de cada runa, al ser recitado o cantado a modo de hechizo, tiene el mismo efecto que usar las fichas físicas

### Ralph Blum
Blum popularizó el uso de las runas con su libro The Book of Runes (1993), que se comercializó con una bolsa de galletas con las runas estampadas. Su sistema está influido por el I Ching según sus críticos y reconocido por el propio Blue. Posteriormente publicó: Ralph H. Blum's Little Book of Runic Wisdom (Librito de sabiduría rúnica de Ralph H. Blue), The Relationship Runes (La relación de las runas), The Healing Runes (Las runas sanadoras) y The Serenity Runes (las runas de la serenidad).

### Adam Byrn Tritt
Adam Byrn Tritt en su obra Runic Divination in the Welsh Tradition (Adivinación rúnica en la tradición galesa) plantea su propia forma de adivinación “rúnica”, con nueve símbolos grabados en piedras (sin relación con las runas históricas) más una piedra en blanco.